# Dipinti
Dipinti (dipinto au singulier) est un terme épigraphique utilisé pour désigner les inscriptions peintes, par opposition à celles qui sont gravées dans de la pierre, du bois ou du métal, ou celles qui sont simplement incisées (graffiti).